# Bisetocreagris japonica
Espèce
Synonymes
- Microcreagris gigas japonica Ellingsen, 1907
- Microcreagris granulata Ellingsen, 1907
- Microcreagris cyclica Kishida, 1928
- Microcreagris ishiharanus Morikawa, 1952

Bisetocreagris japonica est une espèce de pseudoscorpions de la famille des Neobisiidae.

## Distribution
Cette espèce est endémique du Japon.

## Systématique et taxinomie
Cette espèce a été décrite sous le protonyme Microcreagris gigas japonica par Ellingsen en 1907. Elle est élevée au rang d'espèce par Kishida en 1928. Elle est placée dans le genre Bisetocreagris par Ćurčić, Dimitrijević, Makarov et Lučić en 1999.

## Étymologie
Son nom d'espèce lui a été donné en référence au lieu de sa découverte, le Japon.

## Publication originale
- Ellingsen, 1907 : On some pseudoscorpions from Japan collected by Hans Sauter. Nytt Magasin for Naturvidenskapene, vol. 45, p. 1-17.